# NGC 1418
NGC 1418 este o galaxie spirală situată în constelația Eridanul. A fost descoperită în 5 octombrie 1785 de către William Herschel. Se află la o distanță de 44,67 de megaparseci de Pământ.